# Familia Sodi
La familia Sodi es una familia mexicana de origen italiano que ocupa un lugar destacado en la política mexicana, el derecho, el arte y el entretenimiento. El progenitor de la familia, Carlos Sodi, emigró de Florencia al estado sureño mexicano de Oaxaca en el siglo XIX. La familia formó parte de la élite liberal oaxaqueña durante el Porfiriato, siendo esta propietaria de numerosas haciendas y grandes extensiones de tierra. Fuertes aliados del régimen, varios miembros de la familia ocuparon importantes cargos políticos en el gobierno del general Porfirio Díaz.

## Historia
La familia Sodi es originaria de la ciudad de Florencia, en la región de la Toscana, y su antepasado inmigrante, el ingeniero y teniente coronel italiano Carlos Sodi (nacido en 1805), formó parte del contingente italiano que se asentó en Oaxaca durante el siglo XIX.: 250 Su segundo hijo, Carlos Sodi Candiani, se casó con Dolores Guergué Antuñana y del Solar Campero, nieta del exgobernador de Oaxaca José Joaquín Guergué, y cuya familia de origen criollo había pertenecido a la aristocracia local desde alrededor de 1700.: 67 En 1882, ocupó por primera vez un escaño como senador de la República Mexicana en la XI Legislatura del Congreso Mexicano, cargo que ocuparía por lo menos diez veces durante la dictadura, representando a los estados de Oaxaca y Michoacán. : 68 Demetrio Sodi Guergué, hijo de este último, en continuación del estrecho vínculo de su familia con el régimen porfiriano, fue ascendido a Ministro de la Suprema Corte de Justicia de la Nación en 1906, cargo que ocuparía hasta 1914. Durante este período, llegó a ocupar la Presidencia de la Corte en dos ocasiones distintas. En 1911 se integró al Gabinete Presidencial como secretario de Justicia.: 70 
A fines del siglo XIX y principios del XX, la familia fue propietaria de grandes extensiones de tierra en el estado. Los hermanos Sodi Candiani, Carlos y Demetrio, fueron los dueños de la Hacienda Concepción y la Hacienda Candiani y su anexo, La Compañía. Esta última se dedicaba a la producción de la caña de azúcar y tenía una superficie de 328-50-23 hectáreas. Alfredo Sodi fue propietario de la Hacienda San Luis Beltrán, la cual tenía una superficie de 1.765-71-58 hectáreas. La familia también fue accionista de la mina La Natividad, la más productiva y tecnológicamente avanzada del estado para 1906, que llegó a emplear a 450 trabajadores, con Demetrio Sodi habiendo formado parte de la junta directiva.: 195–196 

## Miembros notables
- Demetrio Sodi Candiani (1837-1904), abogado y terrateniente, copropietario de la Hacienda Candiani y la Hacienda Concepción junto con su hermano, Carlos.[6]
- Carlos Sodi Candiani (1838-1909), abogado, político y terrateniente, quien se desempeñó como senador de la República Mexicana por los estados de Oaxaca de 1882-1884 y Michoacán durante aproximadamente 25 años.[3]
  - Demetrio Sodi Guergué (1866-1934), periodista, jurista y político, quien se desempeñó como presidente de la Suprema Corte de Justicia de la Nación de 1908-1910 y como secretario de Justicia de marzo-mayo de 1911.[7]
    - María Elena Sodi Pallares (1903-1962), escritora y sufragista.
    - Amelia Sodi Pallares (1909-1993), política y sufragista, quien se desempeñó como la primera presidenta de la Sección Femenina del Partido Acción Nacional.[8]
    - Demetrio Sodi Pallares (1913-2003), médico cardiólogo, profesor e investigador, receptor de la Orden al Mérito de la República Italiana y la Orden Brasileña del Mérito Médico.[9][10]
      - Juan Sodi de la Tijera (n. 1943), ingeniero químico y promotor inmobiliario; exesposo de Laura Zapata.[11][12]
        - Bosco Sodi (n. 1970), artista contemporáneo.[13]

      - Demetrio Sodi de la Tijera (n. 1944), periodista, empresario y político, quien se desempeñó como diputado federal durante las LIV y LVII Legislaturas del Congreso de la Unión, senador de la República Mexicana por la Ciudad de México de 2000-2006 y jefe delegacional de Miguel Hidalgo de 2009-2012.

    - Fernando Sodi Pallares (1917-1980), filósofo y profesor.[14]
    - Ernesto Sodi Pallares (1919-1977), criminólogo; nieto materno de Jacinto Pallares.
      - Gabriela Sodi Miranda (n. 1959), historiadora del arte y política, quien se desempeña como diputada federal durante la LXV Legislatura del Congreso de la Unión.
      - Ernestina Sodi Miranda (1960-2024), periodista, modelo y escritora.
        - Camila González Sodi (n. 1986), actriz y cantante; exesposa de Diego Luna.

      - Ariadna Thalía Sodi Miranda (n. 1971), actriz, cantante, compositora y empresaria; esposa de Tommy Mottola.
      - Federica Sodi Miranda, arqueóloga iconográfica, quien se desempeñó como directora de la zona arqueológica de Chichen Itzá de 2005-2006 y directora del Instituto Nacional de Antropología e Historia en Yucatán de 2006-2009.

  - Federico Sodi Romero (1890-1969), abogado en materia criminal, novelista y dramaturgo; medio hermano de Demetrio.[15]
    - Margarita Sodi Serret, abogada, quinta mujer en titularse en la Escuela Libre de Derecho.[16]
    - Federico Sodi Serret (1938-2010), abogado.
    - Carlos Sodi Serret (1938-2019), abogado litigante en materia civil, mercantil y familiar, periodista y profesor emérito de la Escuela Libre de Derecho.
      - Jorge Sodi Patiño (n. 1966), abogado litigante en materia civil y mercantil y profesor de la Escuela Libre de Derecho.[17]

  - María Sodi Romero (1895-1985), serigrafista; esposa de Alfredo Ramos Martínez.[18]
  - Consuelo Sodi Romero, madre de Carlos.
    - Carlos Franco Sodi (1904-1961), abogado, profesor y jurista, quien se desempeñó como Ministro de la Suprema Corte de Justicia de la Nación y como procurador general de la República de 1952-1956.[2]: 74 
      - Manuel Sodi del Valle, político, quien se desempeñó como diputado federal durante la XL Legislatura del Congreso de la Unión; sobrino de Carlos.[2]: 74 
        - Ricardo Sodi Cuellar, abogado y profesor, director de la Facultad de Derecho de la Universidad Anáhuac.[2]: 74 

      - Alberto Sodi del Valle, político, quien se desempeñó como diputado al Congreso de Oaxaca; sobrino de Carlos.[2]: 74
- Alfredo Sodi, terrateniente, dueño de la Hacienda San Luis Beltrán; primo de Carlos y padrino de Gustavo Díaz Ordaz.[2]: 71

## Árbol genealógico
|                                  |                                  |                                  |                                  |                                  |                                  |  |  |                                    |                                    |                                    |                                    |                                    |                                    |  |  | Carlos Sodi Bartoloni                 | Carlos Sodi Bartoloni                 | Carlos Sodi Bartoloni                 | Carlos Sodi Bartoloni                 | Carlos Sodi Bartoloni                 | Carlos Sodi Bartoloni                 |  |  | María Candiani Gutiérrez-Griz      | María Candiani Gutiérrez-Griz      | María Candiani Gutiérrez-Griz      | María Candiani Gutiérrez-Griz      | María Candiani Gutiérrez-Griz      | María Candiani Gutiérrez-Griz      |  |  |                                    |                                    |                                    |                                    |                                    |                                    |  |  |                                   |                                   |                                   |                                   |                                   |                                   |  |  |                                                          |                                                          |                                                          |                                                          |                                                          |                                                          |  |  |                                      |                                      |                                      |                                      |                                      |                                      |  |  |                                    |                                    |                                    |                                    |                                    |                                    |  |  |                             |                             |                             |                             |                             |                             |  |  |  |  |  |  |  |  |  |  |
|                                  |                                  |                                  |                                  |                                  |                                  |  |  |                                    |                                    |                                    |                                    |                                    |                                    |  |  | Carlos Sodi Bartoloni                 | Carlos Sodi Bartoloni                 | Carlos Sodi Bartoloni                 | Carlos Sodi Bartoloni                 | Carlos Sodi Bartoloni                 | Carlos Sodi Bartoloni                 |  |  | María Candiani Gutiérrez-Griz      | María Candiani Gutiérrez-Griz      | María Candiani Gutiérrez-Griz      | María Candiani Gutiérrez-Griz      | María Candiani Gutiérrez-Griz      | María Candiani Gutiérrez-Griz      |  |  |                                    |                                    |                                    |                                    |                                    |                                    |  |  |                                   |                                   |                                   |                                   |                                   |                                   |  |  |                                                          |                                                          |                                                          |                                                          |                                                          |                                                          |  |  |                                      |                                      |                                      |                                      |                                      |                                      |  |  |                                    |                                    |                                    |                                    |                                    |                                    |  |  |                             |                             |                             |                             |                             |                             |  |  |  |  |  |  |  |  |  |  |
|                                  |                                  |                                  |                                  |                                  |                                  |  |  |                                    |                                    |                                    |                                    |                                    |                                    |  |  |                                       |                                       |                                       |                                       |                                       |                                       |  |  |                                    |                                    |                                    |                                    |                                    |                                    |  |  |                                    |                                    |                                    |                                    |                                    |                                    |  |  |                                   |                                   |                                   |                                   |                                   |                                   |  |  |                                                          |                                                          |                                                          |                                                          |                                                          |                                                          |  |  |                                      |                                      |                                      |                                      |                                      |                                      |  |  |                                    |                                    |                                    |                                    |                                    |                                    |  |  |                             |                             |                             |                             |                             |                             |  |  |  |  |  |  |  |  |  |  |
|                                  |                                  |                                  |                                  |                                  |                                  |  |  |                                    |                                    |                                    |                                    |                                    |                                    |  |  |                                       |                                       |                                       |                                       |                                       |                                       |  |  |                                    |                                    |                                    |                                    |                                    |                                    |  |  |                                    |                                    |                                    |                                    |                                    |                                    |  |  |                                   |                                   |                                   |                                   |                                   |                                   |  |  |                                                          |                                                          |                                                          |                                                          |                                                          |                                                          |  |  |                                      |                                      |                                      |                                      |                                      |                                      |  |  |                                    |                                    |                                    |                                    |                                    |                                    |  |  |                             |                             |                             |                             |                             |                             |  |  |  |  |  |  |  |  |  |  |
|                                  |                                  |                                  |                                  |                                  |                                  |  |  | Demetrio Sodi Candiani (1837-1904) | Demetrio Sodi Candiani (1837-1904) | Demetrio Sodi Candiani (1837-1904) | Demetrio Sodi Candiani (1837-1904) | Demetrio Sodi Candiani (1837-1904) | Demetrio Sodi Candiani (1837-1904) |  |  | Refugio Romero Guenduláin (1855-1920) | Refugio Romero Guenduláin (1855-1920) | Refugio Romero Guenduláin (1855-1920) | Refugio Romero Guenduláin (1855-1920) | Refugio Romero Guenduláin (1855-1920) | Refugio Romero Guenduláin (1855-1920) |  |  |                                    |                                    |                                    |                                    |                                    |                                    |  |  | Carlos Sodi Candiani (1838-1909)   | Carlos Sodi Candiani (1838-1909)   | Carlos Sodi Candiani (1838-1909)   | Carlos Sodi Candiani (1838-1909)   | Carlos Sodi Candiani (1838-1909)   | Carlos Sodi Candiani (1838-1909)   |  |  |                                   |                                   |                                   |                                   |                                   |                                   |  |  | Dolores Guergué Antuñana y del Solar Campero (1840-1873) | Dolores Guergué Antuñana y del Solar Campero (1840-1873) | Dolores Guergué Antuñana y del Solar Campero (1840-1873) | Dolores Guergué Antuñana y del Solar Campero (1840-1873) | Dolores Guergué Antuñana y del Solar Campero (1840-1873) | Dolores Guergué Antuñana y del Solar Campero (1840-1873) |  |  |                                      |                                      |                                      |                                      |                                      |                                      |  |  |                                    |                                    |                                    |                                    |                                    |                                    |  |  |                             |                             |                             |                             |                             |                             |  |  |  |  |  |  |  |  |  |  |
|                                  |                                  |                                  |                                  |                                  |                                  |  |  | Demetrio Sodi Candiani (1837-1904) | Demetrio Sodi Candiani (1837-1904) | Demetrio Sodi Candiani (1837-1904) | Demetrio Sodi Candiani (1837-1904) | Demetrio Sodi Candiani (1837-1904) | Demetrio Sodi Candiani (1837-1904) |  |  | Refugio Romero Guenduláin (1855-1920) | Refugio Romero Guenduláin (1855-1920) | Refugio Romero Guenduláin (1855-1920) | Refugio Romero Guenduláin (1855-1920) | Refugio Romero Guenduláin (1855-1920) | Refugio Romero Guenduláin (1855-1920) |  |  |                                    |                                    |                                    |                                    |                                    |                                    |  |  | Carlos Sodi Candiani (1838-1909)   | Carlos Sodi Candiani (1838-1909)   | Carlos Sodi Candiani (1838-1909)   | Carlos Sodi Candiani (1838-1909)   | Carlos Sodi Candiani (1838-1909)   | Carlos Sodi Candiani (1838-1909)   |  |  |                                   |                                   |                                   |                                   |                                   |                                   |  |  | Dolores Guergué Antuñana y del Solar Campero (1840-1873) | Dolores Guergué Antuñana y del Solar Campero (1840-1873) | Dolores Guergué Antuñana y del Solar Campero (1840-1873) | Dolores Guergué Antuñana y del Solar Campero (1840-1873) | Dolores Guergué Antuñana y del Solar Campero (1840-1873) | Dolores Guergué Antuñana y del Solar Campero (1840-1873) |  |  |                                      |                                      |                                      |                                      |                                      |                                      |  |  |                                    |                                    |                                    |                                    |                                    |                                    |  |  |                             |                             |                             |                             |                             |                             |  |  |  |  |  |  |  |  |  |  |
|                                  |                                  |                                  |                                  |                                  |                                  |  |  |                                    |                                    |                                    |                                    |                                    |                                    |  |  |                                       |                                       |                                       |                                       |                                       |                                       |  |  |                                    |                                    |                                    |                                    |                                    |                                    |  |  |                                    |                                    |                                    |                                    |                                    |                                    |  |  |                                   |                                   |                                   |                                   |                                   |                                   |  |  |                                                          |                                                          |                                                          |                                                          |                                                          |                                                          |  |  |                                      |                                      |                                      |                                      |                                      |                                      |  |  |                                    |                                    |                                    |                                    |                                    |                                    |  |  |                             |                             |                             |                             |                             |                             |  |  |  |  |  |  |  |  |  |  |
|                                  |                                  |                                  |                                  |                                  |                                  |  |  |                                    |                                    |                                    |                                    |                                    |                                    |  |  |                                       |                                       |                                       |                                       |                                       |                                       |  |  |                                    |                                    |                                    |                                    |                                    |                                    |  |  |                                    |                                    |                                    |                                    |                                    |                                    |  |  |                                   |                                   |                                   |                                   |                                   |                                   |  |  |                                                          |                                                          |                                                          |                                                          |                                                          |                                                          |  |  |                                      |                                      |                                      |                                      |                                      |                                      |  |  |                                    |                                    |                                    |                                    |                                    |                                    |  |  |                             |                             |                             |                             |                             |                             |  |  |  |  |  |  |  |  |  |  |
| Federico Sodi Romero (1890-1969) | Federico Sodi Romero (1890-1969) | Federico Sodi Romero (1890-1969) | Federico Sodi Romero (1890-1969) | Federico Sodi Romero (1890-1969) | Federico Sodi Romero (1890-1969) |  |  | Consuelo Sodi Romero               | Consuelo Sodi Romero               | Consuelo Sodi Romero               | Consuelo Sodi Romero               | Consuelo Sodi Romero               | Consuelo Sodi Romero               |  |  | Alfredo Sodi Romero (1876-1936)       | Alfredo Sodi Romero (1876-1936)       | Alfredo Sodi Romero (1876-1936)       | Alfredo Sodi Romero (1876-1936)       | Alfredo Sodi Romero (1876-1936)       | Alfredo Sodi Romero (1876-1936)       |  |  | María Sodi Romero (1895-1985)      | María Sodi Romero (1895-1985)      | María Sodi Romero (1895-1985)      | María Sodi Romero (1895-1985)      | María Sodi Romero (1895-1985)      | María Sodi Romero (1895-1985)      |  |  | Alfredo Ramos Martínez (1871-1946) | Alfredo Ramos Martínez (1871-1946) | Alfredo Ramos Martínez (1871-1946) | Alfredo Ramos Martínez (1871-1946) | Alfredo Ramos Martínez (1871-1946) | Alfredo Ramos Martínez (1871-1946) |  |  | Demetrio Sodi Guergué (1866-1934) | Demetrio Sodi Guergué (1866-1934) | Demetrio Sodi Guergué (1866-1934) | Demetrio Sodi Guergué (1866-1934) | Demetrio Sodi Guergué (1866-1934) | Demetrio Sodi Guergué (1866-1934) |  |  |                                                          |                                                          |                                                          |                                                          |                                                          |                                                          |  |  | Carmen Pallares Portillo (1879-1958) | Carmen Pallares Portillo (1879-1958) | Carmen Pallares Portillo (1879-1958) | Carmen Pallares Portillo (1879-1958) | Carmen Pallares Portillo (1879-1958) | Carmen Pallares Portillo (1879-1958) |  |  |                                    |                                    |                                    |                                    |                                    |                                    |  |  |                             |                             |                             |                             |                             |                             |  |  |  |  |  |  |  |  |  |  |
| Federico Sodi Romero (1890-1969) | Federico Sodi Romero (1890-1969) | Federico Sodi Romero (1890-1969) | Federico Sodi Romero (1890-1969) | Federico Sodi Romero (1890-1969) | Federico Sodi Romero (1890-1969) |  |  | Consuelo Sodi Romero               | Consuelo Sodi Romero               | Consuelo Sodi Romero               | Consuelo Sodi Romero               | Consuelo Sodi Romero               | Consuelo Sodi Romero               |  |  | Alfredo Sodi Romero (1876-1936)       | Alfredo Sodi Romero (1876-1936)       | Alfredo Sodi Romero (1876-1936)       | Alfredo Sodi Romero (1876-1936)       | Alfredo Sodi Romero (1876-1936)       | Alfredo Sodi Romero (1876-1936)       |  |  | María Sodi Romero (1895-1985)      | María Sodi Romero (1895-1985)      | María Sodi Romero (1895-1985)      | María Sodi Romero (1895-1985)      | María Sodi Romero (1895-1985)      | María Sodi Romero (1895-1985)      |  |  | Alfredo Ramos Martínez (1871-1946) | Alfredo Ramos Martínez (1871-1946) | Alfredo Ramos Martínez (1871-1946) | Alfredo Ramos Martínez (1871-1946) | Alfredo Ramos Martínez (1871-1946) | Alfredo Ramos Martínez (1871-1946) |  |  | Demetrio Sodi Guergué (1866-1934) | Demetrio Sodi Guergué (1866-1934) | Demetrio Sodi Guergué (1866-1934) | Demetrio Sodi Guergué (1866-1934) | Demetrio Sodi Guergué (1866-1934) | Demetrio Sodi Guergué (1866-1934) |  |  |                                                          |                                                          |                                                          |                                                          |                                                          |                                                          |  |  | Carmen Pallares Portillo (1879-1958) | Carmen Pallares Portillo (1879-1958) | Carmen Pallares Portillo (1879-1958) | Carmen Pallares Portillo (1879-1958) | Carmen Pallares Portillo (1879-1958) | Carmen Pallares Portillo (1879-1958) |  |  |                                    |                                    |                                    |                                    |                                    |                                    |  |  |                             |                             |                             |                             |                             |                             |  |  |  |  |  |  |  |  |  |  |
|                                  |                                  |                                  |                                  |                                  |                                  |  |  |                                    |                                    |                                    |                                    |                                    |                                    |  |  |                                       |                                       |                                       |                                       |                                       |                                       |  |  |                                    |                                    |                                    |                                    |                                    |                                    |  |  |                                    |                                    |                                    |                                    |                                    |                                    |  |  |                                   |                                   |                                   |                                   |                                   |                                   |  |  |                                                          |                                                          |                                                          |                                                          |                                                          |                                                          |  |  |                                      |                                      |                                      |                                      |                                      |                                      |  |  |                                    |                                    |                                    |                                    |                                    |                                    |  |  |                             |                             |                             |                             |                             |                             |  |  |  |  |  |  |  |  |  |  |
|                                  |                                  |                                  |                                  |                                  |                                  |  |  |                                    |                                    |                                    |                                    |                                    |                                    |  |  |                                       |                                       |                                       |                                       |                                       |                                       |  |  |                                    |                                    |                                    |                                    |                                    |                                    |  |  |                                    |                                    |                                    |                                    |                                    |                                    |  |  |                                   |                                   |                                   |                                   |                                   |                                   |  |  |                                                          |                                                          |                                                          |                                                          |                                                          |                                                          |  |  |                                      |                                      |                                      |                                      |                                      |                                      |  |  |                                    |                                    |                                    |                                    |                                    |                                    |  |  |                             |                             |                             |                             |                             |                             |  |  |  |  |  |  |  |  |  |  |
| Carlos Sodi Serret (1938-2019)   | Carlos Sodi Serret (1938-2019)   | Carlos Sodi Serret (1938-2019)   | Carlos Sodi Serret (1938-2019)   | Carlos Sodi Serret (1938-2019)   | Carlos Sodi Serret (1938-2019)   |  |  | Carlos Franco Sodi (1904-1961)     | Carlos Franco Sodi (1904-1961)     | Carlos Franco Sodi (1904-1961)     | Carlos Franco Sodi (1904-1961)     | Carlos Franco Sodi (1904-1961)     | Carlos Franco Sodi (1904-1961)     |  |  | Soledad de la Tijera Alarcón          | Soledad de la Tijera Alarcón          | Soledad de la Tijera Alarcón          | Soledad de la Tijera Alarcón          | Soledad de la Tijera Alarcón          | Soledad de la Tijera Alarcón          |  |  | Demetrio Sodi Pallares (1913-2003) | Demetrio Sodi Pallares (1913-2003) | Demetrio Sodi Pallares (1913-2003) | Demetrio Sodi Pallares (1913-2003) | Demetrio Sodi Pallares (1913-2003) | Demetrio Sodi Pallares (1913-2003) |  |  | Yolanda Miranda Mange (1935-2011)  | Yolanda Miranda Mange (1935-2011)  | Yolanda Miranda Mange (1935-2011)  | Yolanda Miranda Mange (1935-2011)  | Yolanda Miranda Mange (1935-2011)  | Yolanda Miranda Mange (1935-2011)  |  |  | Ernesto Sodi Pallares (1919-1977) | Ernesto Sodi Pallares (1919-1977) | Ernesto Sodi Pallares (1919-1977) | Ernesto Sodi Pallares (1919-1977) | Ernesto Sodi Pallares (1919-1977) | Ernesto Sodi Pallares (1919-1977) |  |  | María Elena Sodi Pallares (1903-1962)                    | María Elena Sodi Pallares (1903-1962)                    | María Elena Sodi Pallares (1903-1962)                    | María Elena Sodi Pallares (1903-1962)                    | María Elena Sodi Pallares (1903-1962)                    | María Elena Sodi Pallares (1903-1962)                    |  |  | Amelia Sodi Pallares (1909-1993)     | Amelia Sodi Pallares (1909-1993)     | Amelia Sodi Pallares (1909-1993)     | Amelia Sodi Pallares (1909-1993)     | Amelia Sodi Pallares (1909-1993)     | Amelia Sodi Pallares (1909-1993)     |  |  | Fernando Sodi Pallares (1917-1980) | Fernando Sodi Pallares (1917-1980) | Fernando Sodi Pallares (1917-1980) | Fernando Sodi Pallares (1917-1980) | Fernando Sodi Pallares (1917-1980) | Fernando Sodi Pallares (1917-1980) |  |  |                             |                             |                             |                             |                             |                             |  |  |  |  |  |  |  |  |  |  |
| Carlos Sodi Serret (1938-2019)   | Carlos Sodi Serret (1938-2019)   | Carlos Sodi Serret (1938-2019)   | Carlos Sodi Serret (1938-2019)   | Carlos Sodi Serret (1938-2019)   | Carlos Sodi Serret (1938-2019)   |  |  | Carlos Franco Sodi (1904-1961)     | Carlos Franco Sodi (1904-1961)     | Carlos Franco Sodi (1904-1961)     | Carlos Franco Sodi (1904-1961)     | Carlos Franco Sodi (1904-1961)     | Carlos Franco Sodi (1904-1961)     |  |  | Soledad de la Tijera Alarcón          | Soledad de la Tijera Alarcón          | Soledad de la Tijera Alarcón          | Soledad de la Tijera Alarcón          | Soledad de la Tijera Alarcón          | Soledad de la Tijera Alarcón          |  |  | Demetrio Sodi Pallares (1913-2003) | Demetrio Sodi Pallares (1913-2003) | Demetrio Sodi Pallares (1913-2003) | Demetrio Sodi Pallares (1913-2003) | Demetrio Sodi Pallares (1913-2003) | Demetrio Sodi Pallares (1913-2003) |  |  | Yolanda Miranda Mange (1935-2011)  | Yolanda Miranda Mange (1935-2011)  | Yolanda Miranda Mange (1935-2011)  | Yolanda Miranda Mange (1935-2011)  | Yolanda Miranda Mange (1935-2011)  | Yolanda Miranda Mange (1935-2011)  |  |  | Ernesto Sodi Pallares (1919-1977) | Ernesto Sodi Pallares (1919-1977) | Ernesto Sodi Pallares (1919-1977) | Ernesto Sodi Pallares (1919-1977) | Ernesto Sodi Pallares (1919-1977) | Ernesto Sodi Pallares (1919-1977) |  |  | María Elena Sodi Pallares (1903-1962)                    | María Elena Sodi Pallares (1903-1962)                    | María Elena Sodi Pallares (1903-1962)                    | María Elena Sodi Pallares (1903-1962)                    | María Elena Sodi Pallares (1903-1962)                    | María Elena Sodi Pallares (1903-1962)                    |  |  | Amelia Sodi Pallares (1909-1993)     | Amelia Sodi Pallares (1909-1993)     | Amelia Sodi Pallares (1909-1993)     | Amelia Sodi Pallares (1909-1993)     | Amelia Sodi Pallares (1909-1993)     | Amelia Sodi Pallares (1909-1993)     |  |  | Fernando Sodi Pallares (1917-1980) | Fernando Sodi Pallares (1917-1980) | Fernando Sodi Pallares (1917-1980) | Fernando Sodi Pallares (1917-1980) | Fernando Sodi Pallares (1917-1980) | Fernando Sodi Pallares (1917-1980) |  |  |                             |                             |                             |                             |                             |                             |  |  |  |  |  |  |  |  |  |  |
|                                  |                                  |                                  |                                  |                                  |                                  |  |  |                                    |                                    |                                    |                                    |                                    |                                    |  |  |                                       |                                       |                                       |                                       |                                       |                                       |  |  |                                    |                                    |                                    |                                    |                                    |                                    |  |  |                                    |                                    |                                    |                                    |                                    |                                    |  |  |                                   |                                   |                                   |                                   |                                   |                                   |  |  |                                                          |                                                          |                                                          |                                                          |                                                          |                                                          |  |  |                                      |                                      |                                      |                                      |                                      |                                      |  |  |                                    |                                    |                                    |                                    |                                    |                                    |  |  |                             |                             |                             |                             |                             |                             |  |  |  |  |  |  |  |  |  |  |
|                                  |                                  |                                  |                                  |                                  |                                  |  |  |                                    |                                    |                                    |                                    |                                    |                                    |  |  |                                       |                                       |                                       |                                       |                                       |                                       |  |  |                                    |                                    |                                    |                                    |                                    |                                    |  |  |                                    |                                    |                                    |                                    |                                    |                                    |  |  |                                   |                                   |                                   |                                   |                                   |                                   |  |  |                                                          |                                                          |                                                          |                                                          |                                                          |                                                          |  |  |                                      |                                      |                                      |                                      |                                      |                                      |  |  |                                    |                                    |                                    |                                    |                                    |                                    |  |  |                             |                             |                             |                             |                             |                             |  |  |  |  |  |  |  |  |  |  |
| Jorge Sodi Patiño (1966)         | Jorge Sodi Patiño (1966)         | Jorge Sodi Patiño (1966)         | Jorge Sodi Patiño (1966)         | Jorge Sodi Patiño (1966)         | Jorge Sodi Patiño (1966)         |  |  |                                    |                                    |                                    |                                    |                                    |                                    |  |  | Demetrio Sodi de la Tijera (1944)     | Demetrio Sodi de la Tijera (1944)     | Demetrio Sodi de la Tijera (1944)     | Demetrio Sodi de la Tijera (1944)     | Demetrio Sodi de la Tijera (1944)     | Demetrio Sodi de la Tijera (1944)     |  |  | Juan Sodi de la Tijera (1943)      | Juan Sodi de la Tijera (1943)      | Juan Sodi de la Tijera (1943)      | Juan Sodi de la Tijera (1943)      | Juan Sodi de la Tijera (1943)      | Juan Sodi de la Tijera (1943)      |  |  | Laura Zapata Miranda (1956)        | Laura Zapata Miranda (1956)        | Laura Zapata Miranda (1956)        | Laura Zapata Miranda (1956)        | Laura Zapata Miranda (1956)        | Laura Zapata Miranda (1956)        |  |  | Gabriela Sodi Miranda (1959)      | Gabriela Sodi Miranda (1959)      | Gabriela Sodi Miranda (1959)      | Gabriela Sodi Miranda (1959)      | Gabriela Sodi Miranda (1959)      | Gabriela Sodi Miranda (1959)      |  |  | Ernestina Sodi Miranda (1960-2024)                       | Ernestina Sodi Miranda (1960-2024)                       | Ernestina Sodi Miranda (1960-2024)                       | Ernestina Sodi Miranda (1960-2024)                       | Ernestina Sodi Miranda (1960-2024)                       | Ernestina Sodi Miranda (1960-2024)                       |  |  | Federica Sodi Miranda                | Federica Sodi Miranda                | Federica Sodi Miranda                | Federica Sodi Miranda                | Federica Sodi Miranda                | Federica Sodi Miranda                |  |  | Ariadna Thalía Sodi Miranda (1971) | Ariadna Thalía Sodi Miranda (1971) | Ariadna Thalía Sodi Miranda (1971) | Ariadna Thalía Sodi Miranda (1971) | Ariadna Thalía Sodi Miranda (1971) | Ariadna Thalía Sodi Miranda (1971) |  |  | Tommy Mottola (1949)        | Tommy Mottola (1949)        | Tommy Mottola (1949)        | Tommy Mottola (1949)        | Tommy Mottola (1949)        | Tommy Mottola (1949)        |  |  |  |  |  |  |  |  |  |  |
| Jorge Sodi Patiño (1966)         | Jorge Sodi Patiño (1966)         | Jorge Sodi Patiño (1966)         | Jorge Sodi Patiño (1966)         | Jorge Sodi Patiño (1966)         | Jorge Sodi Patiño (1966)         |  |  |                                    |                                    |                                    |                                    |                                    |                                    |  |  | Demetrio Sodi de la Tijera (1944)     | Demetrio Sodi de la Tijera (1944)     | Demetrio Sodi de la Tijera (1944)     | Demetrio Sodi de la Tijera (1944)     | Demetrio Sodi de la Tijera (1944)     | Demetrio Sodi de la Tijera (1944)     |  |  | Juan Sodi de la Tijera (1943)      | Juan Sodi de la Tijera (1943)      | Juan Sodi de la Tijera (1943)      | Juan Sodi de la Tijera (1943)      | Juan Sodi de la Tijera (1943)      | Juan Sodi de la Tijera (1943)      |  |  | Laura Zapata Miranda (1956)        | Laura Zapata Miranda (1956)        | Laura Zapata Miranda (1956)        | Laura Zapata Miranda (1956)        | Laura Zapata Miranda (1956)        | Laura Zapata Miranda (1956)        |  |  | Gabriela Sodi Miranda (1959)      | Gabriela Sodi Miranda (1959)      | Gabriela Sodi Miranda (1959)      | Gabriela Sodi Miranda (1959)      | Gabriela Sodi Miranda (1959)      | Gabriela Sodi Miranda (1959)      |  |  | Ernestina Sodi Miranda (1960-2024)                       | Ernestina Sodi Miranda (1960-2024)                       | Ernestina Sodi Miranda (1960-2024)                       | Ernestina Sodi Miranda (1960-2024)                       | Ernestina Sodi Miranda (1960-2024)                       | Ernestina Sodi Miranda (1960-2024)                       |  |  | Federica Sodi Miranda                | Federica Sodi Miranda                | Federica Sodi Miranda                | Federica Sodi Miranda                | Federica Sodi Miranda                | Federica Sodi Miranda                |  |  | Ariadna Thalía Sodi Miranda (1971) | Ariadna Thalía Sodi Miranda (1971) | Ariadna Thalía Sodi Miranda (1971) | Ariadna Thalía Sodi Miranda (1971) | Ariadna Thalía Sodi Miranda (1971) | Ariadna Thalía Sodi Miranda (1971) |  |  | Tommy Mottola (1949)        | Tommy Mottola (1949)        | Tommy Mottola (1949)        | Tommy Mottola (1949)        | Tommy Mottola (1949)        | Tommy Mottola (1949)        |  |  |  |  |  |  |  |  |  |  |
|                                  |                                  |                                  |                                  |                                  |                                  |  |  |                                    |                                    |                                    |                                    |                                    |                                    |  |  |                                       |                                       |                                       |                                       |                                       |                                       |  |  |                                    |                                    |                                    |                                    |                                    |                                    |  |  |                                    |                                    |                                    |                                    |                                    |                                    |  |  |                                   |                                   |                                   |                                   |                                   |                                   |  |  |                                                          |                                                          |                                                          |                                                          |                                                          |                                                          |  |  |                                      |                                      |                                      |                                      |                                      |                                      |  |  |                                    |                                    |                                    |                                    |                                    |                                    |  |  |                             |                             |                             |                             |                             |                             |  |  |  |  |  |  |  |  |  |  |
|                                  |                                  |                                  |                                  |                                  |                                  |  |  |                                    |                                    |                                    |                                    |                                    |                                    |  |  |                                       |                                       |                                       |                                       |                                       |                                       |  |  |                                    |                                    |                                    |                                    |                                    |                                    |  |  |                                    |                                    |                                    |                                    |                                    |                                    |  |  |                                   |                                   |                                   |                                   |                                   |                                   |  |  |                                                          |                                                          |                                                          |                                                          |                                                          |                                                          |  |  |                                      |                                      |                                      |                                      |                                      |                                      |  |  |                                    |                                    |                                    |                                    |                                    |                                    |  |  |                             |                             |                             |                             |                             |                             |  |  |  |  |  |  |  |  |  |  |
|                                  |                                  |                                  |                                  |                                  |                                  |  |  |                                    |                                    |                                    |                                    |                                    |                                    |  |  |                                       |                                       |                                       |                                       |                                       |                                       |  |  | Bosco Sodi (1970)                  | Bosco Sodi (1970)                  | Bosco Sodi (1970)                  | Bosco Sodi (1970)                  | Bosco Sodi (1970)                  | Bosco Sodi (1970)                  |  |  | Claudio Sodi Zapata (1988)         | Claudio Sodi Zapata (1988)         | Claudio Sodi Zapata (1988)         | Claudio Sodi Zapata (1988)         | Claudio Sodi Zapata (1988)         | Claudio Sodi Zapata (1988)         |  |  | Patricio Sodi Zapata (1990)       | Patricio Sodi Zapata (1990)       | Patricio Sodi Zapata (1990)       | Patricio Sodi Zapata (1990)       | Patricio Sodi Zapata (1990)       | Patricio Sodi Zapata (1990)       |  |  | Camila González Sodi (1986)                              | Camila González Sodi (1986)                              | Camila González Sodi (1986)                              | Camila González Sodi (1986)                              | Camila González Sodi (1986)                              | Camila González Sodi (1986)                              |  |  |                                      |                                      |                                      |                                      |                                      |                                      |  |  | Sabrina Mottola Sodi (2007)        | Sabrina Mottola Sodi (2007)        | Sabrina Mottola Sodi (2007)        | Sabrina Mottola Sodi (2007)        | Sabrina Mottola Sodi (2007)        | Sabrina Mottola Sodi (2007)        |  |  | Matthew Mottola Sodi (2011) | Matthew Mottola Sodi (2011) | Matthew Mottola Sodi (2011) | Matthew Mottola Sodi (2011) | Matthew Mottola Sodi (2011) | Matthew Mottola Sodi (2011) |  |  |  |  |  |  |  |  |  |  |